# Назаров, Антон Павлович
Антон Павлович Назаров (род. 11 апреля 1950, Москва) — советский и российский тренер по лёгкой атлетике. Заслуженный тренер России. Кандидат педагогических наук.

## Биография
Антон Павлович Назаров родился 11 апреля 1950 года в Москве. В 16 лет начал заниматься лёгкой атлетикой — прыжками с шестом и спринтом. В 1967 году окончил с отличием московскую школу № 292.
После окончания спортивной карьеры занялся тренерской деятельностью, 20 лет работал преподавателем в московской СДЮШОР № 26.
В 1998 году защитил кандидатскую диссертацию на тему «Построение тренировочного процесса в прыжках с шестом на этапах предварительной подготовки и начальной спортивной специализации»
С 2002 по 2008 год Назаров работал старшим тренером сборной России по прыжкам. В 2009—2010 годах был начальником отдела департамента Министерства спорта, туризма и молодежной политики Российской Федерации и старшим тренером группы резерва сборной России. С 2010 года Антон Павлович вновь работает старшим тренером сборной России по прыжкам. Готовил спортсменов для участия в Олимпиадах 2004, 2008, 2012, 2016 годов.
За время своей тренерской карьеры подготовил нескольких мастеров спорта международного класса и мастеров спорта, среди которых:
- Павел Герасимов — чемпион мира среди юниоров 1998 года, бронзовый призёр чемпионата мира 2005 года, серебряный призёр чемпионата Европы в помещении 2009 года, четырёхкратный чемпион России[1],
- Алексей Ханафин — чемпион мира среди юниоров 2000 года[1],
- Павел Шалин — чемпион России 2015 года, двукратный чемпион России в помещении (2010, 2014)[5][6].

## Награды и звания
- Почётное звание «Заслуженный тренер России».
- Медаль ордена «За заслуги перед Отечеством» II степени (2010)[7].
- Медаль ордена «За заслуги перед Отечеством» I степени (2013)[8].